# Club van Madrid
De Club van Madrid (CdM), opgericht in oktober 2001 door oud-regeringsleiders, is een onafhankelijke organisatie en bestaat uit 70 voormalige staatshoofden en regeringsleiders van 50 landen. De CdM heeft als belangrijkste doelstelling het versterken van wereldwijde democratie. Wim Kok was van 2009 tot en met 2013 voorzitter van de Club van Madrid. Hij werd in 2013 opgevolgd door Vaira Vike-Freiberga.

## Leden
| Naam                           | Functie                                                      | Land                          |
| ------------------------------ | ------------------------------------------------------------ | ----------------------------- |
| Valdas Adamkus                 | voormalig president                                          | Litouwen                      |
| Esko Aho                       | voormalig premier                                            | Finland                       |
| Martti Ahtisaari               | voormalig president                                          | Finland                       |
| Raúl Alfonsín                  | voormalig president                                          | Argentinië                    |
| Sadiq al-Mahdi                 | voormalig premier                                            | Soedan                        |
| Álvaro Arzú                    | voormalig president                                          | Guatemala                     |
| Patricio Aylwin                | voormalig president                                          | Chili                         |
| José María Aznar               | voormalig premier                                            | Spanje                        |
| Belisario Betancur             | voormalig president                                          | Colombia                      |
| Carl Bildt                     | voormalig premier                                            | Zweden                        |
| Valdis Birkavs                 | voormalig premier                                            | Letland                       |
| Kjell Magne Bondevik           | voormalig premier                                            | Noorwegen                     |
| Gro Harlem Brundtland          | voormalig premier                                            | Noorwegen                     |
| Kim Campbell                   | voormalig premier                                            | Canada                        |
| Fernando Henrique Cardoso      | voormalig president                                          | Brazilië                      |
| Aníbal Cavaco Silva            | voormalig president                                          | Portugal                      |
| Joaquim Chissano               | voormalig president                                          | Mozambique                    |
| Bill Clinton                   | voormalig president                                          | Verenigde Staten              |
| Jacques Delors                 | voormalig president                                          | Europese Unie                 |
| Luísa Dias Diogo               | voormalig premier                                            | Mozambique                    |
| Filip Dimitrov                 | voormalig premier                                            | Bulgarije                     |
| Abdul Karim al-Iryani          | voormalig premier                                            | Jemen                         |
| Leonel Fernández               | voormalig president                                          | Dominicaanse Republiek        |
| José María Figueres Olsen      | voormalig president                                          | Costa Rica                    |
| Vigdís Finnbogadóttir          | voormalig president                                          | IJsland                       |
| Eduardo Frei Ruiz-Tagle        | voormalig president                                          | Chili                         |
| César Gaviria                  | voormalig president                                          | Colombia                      |
| Felipe González Márquez        | voormalig premier                                            | Spanje                        |
| Michail Gorbatsjov             | voormalig president                                          | Rusland ( Sovjet-Unie)        |
| Inder Kumar Gujral             | voormalig premier                                            | India                         |
| António Guterres               | voormalig premier                                            | Portugal                      |
| Václav Havel                   | voormalig president                                          | Tsjechië ( Tsjecho-Slowakije) |
| Osvaldo Hurtado                | voormalig president                                          | Ecuador                       |
| Lionel Jospin                  | voormalig premier                                            | Frankrijk                     |
| Helmut Kohl                    | voormalig bondskanselier                                     | Duitsland                     |
| Alpha Oumar Konaré             | voormalig president                                          | Mali                          |
| Milan Kučan                    | voormalig president                                          | Slovenië                      |
| Luis Alberto Lacalle           | voormalig president                                          | Uruguay                       |
| Ricardo Lagos                  | voormalig president                                          | Ivoorkust                     |
| Zlatko Lagumdžija              | voormalig premier                                            | Bosnië en Herzegovina         |
| Hong Koo Lee                   | voormalig premier                                            | Zuid-Korea                    |
| Sir John Major                 | voormalig premier                                            | Verenigd Koninkrijk           |
| António Mascarenhas Monteiro   | voormalig president                                          | Kaapverdië                    |
| Sir Quett Ketumile Joni Masire | voormalig president                                          | Botswana                      |
| Tadeusz Mazowiecki             | voormalig premier                                            | Polen                         |
| Rexhep Meidani                 | voormalig president                                          | Albanië                       |
| Benjamin Mkapa                 | voormalig president                                          | Tanzania                      |
| Anand Panyarachun              | voormalig premier                                            | Thailand                      |
| Andrés Pastrana                | voormalig president                                          | Colombia                      |
| Javier Pérez de Cuéllar        | voormalig premier en voormalig Secretaris-Generaal van de VN | Peru Verenigde Naties         |
| Romano Prodi                   | voormalig president van de EC en voormalig premier           | Europese Unie Italië          |
| Jorge Quiroga                  | voormalig president                                          | Bolivia                       |
| Fidel Ramos                    | voormalig president                                          | Filipijnen                    |
| Poul Nyrup Rasmussen           | voormalig premier                                            | Denemarken                    |
| Mary Robinson                  | voormalig president                                          | Ierland                       |
| Petre Roman                    | voormalig premier                                            | Roemenië                      |
| Jorge Sampaio                  | voormalig president                                          | Portugal                      |
| Gonzalo Sánchez de Lozada      | voormalig president                                          | Bolivia                       |
| Julio María Sanguinetti        | voormalig president                                          | Uruguay                       |
| Jenny Shipley                  | voormalig premier                                            | Nieuw-Zeeland                 |
| Mário Soares                   | voormalig president                                          | Portugal                      |
| Adolfo Suárez                  | voormalig premier                                            | Spanje                        |
| Hanna Suchocka                 | voormalig premier                                            | Polen                         |
| Cassam Uteem                   | voormalig president                                          | Mauritius                     |
| Vaira Vīķe-Freiberga           | voormalig president                                          | Letland                       |
| Ernesto Zedillo                | voormalig president                                          | Mexico                        |
| Jerry Rawlings                 | voormalig president                                          | Ghana                         |
| Guy Verhofstadt                | voormalig premier                                            | België                        |